# SVR Producciones
SVR Producciones es un sello discográfico chileno dedicado a la música de concierto chilena, latinoamericana y universal.

## Historia
En agosto de 1987, el compositor chileno Santiago Vera Rivera, junto a María Angélica Bustamante, crea el sello de música docta chilena, latinoamericana y universal SVR Producciones para difundir la música de concierto.
En palabras del propio compositor: "SVR nace con el objetivo de promover, estimular, difundir y editar fonográficamente la música docta chilena, americana y universal, y hoy es el mejor recurso para conocer en profundidad la música docta de Chile y de América."
El sello SVR se ha enfocado en dar a conocer a compositores e intérpretes menos difundidos para desarrollar y valorizar el trabajo de músicos doctos del siglo XX, pero también para rescatar y difundir el acervo de música chilena del siglo XIX. Esta labor ha conseguido el respaldo de auditores de todos los continentes, para quienes ya les suenan familiares los nombres de compositores como Carlos Isamitt (Chile), Manuel Enríquez (México), Adam Waite (USA), Federico Moumpou (España), y también de intérpretes como Luis Orlandini (Chile), Armands Abols (Letonia), Gerardo Salazar (Chile), Jürg Wyttembach (Suiza), y María Luz Martínez (Chile).

En un alto porcentaje la música docta ha sido creada por el compositor, sin que éste sea el propio intérprete, necesitando de uno o varios de ellos para la ejecución de su obra, de ahí que sea de vital importancia difundir tanto las nuevas creaciones como la interpretación de los mismos músicos, que deben decodificar las nuevas grafías musicales, que se reconocen de gran exigencia interpretativa y demandan, la mayoría de las veces, mucho más trabajo - trabajo que es simplemente realizado por 'el amor al arte', y, en ocasiones, hasta gratuitamente. En suma, los músicos reciben las obras y las transmiten al público, por medio de las grabaciones, sólo por amor a la música. (Vera Rivera)

## Compositores e intérpretes chilenos
SVR Producciones, desde sus inicios, se ha dedicado a rescatar la música de concierto chilena, registrando en sus CD compositores e intérpretes de las primeras generaciones de músicos chilenos (siglo XIX-XX), como José Zapiola, Isidora Zegers, Federico Guzmán, Ramón Vinay, Claudio Arrau, Enrique Soro, Alfonso Leng, Pedro Humberto Allende Sarón, René Amengual, Víctor Tevah, Domingo Santa Cruz, Juan Amenábar, Alfonso Letelier, Ida Vivado, entre otros. Así como también, de las generaciones posteriores (siglo XX-XXI) como: Fernando García, Carlos Botto, Próspero Bisquertt, Cirilo Vila, Luis Advis, Acario Cotapos, Carlos Isamitt, Juan Orrego Salas, Carlos Riesco, Miguel Letelier, Jorge Urrutia Blondel, Federico Heilein, Juan Lemann, Violeta Parra. Entre los intérpretes podemos mencionar a Claudia Parada (soprano chilena), Luis Orlandini (guitarrista chileno), Alfredo Mendieta (flautista chileno), María Luz Martínez (cantante chilena), Carlos Pérez (guitarrista chileno), Guillermo Lavado (flautista chileno), Ximena Cabello (pianista chilena), Cecilia Frigerio (cantante chilena).

## Compositores e intérpretes americanos y europeos
SVR Producciones también ha querido dar a conocer obras de compositores americanos y europeos, como Celso Garrido Lecca (Perú), Alberto Ginastera (Argentina), Carlos Guastavino (Argentina), Heitor Villa-Lobos (Brasil), Cláudio Santoro (Brasil), Camargo Guarnieri (Brasil), Leo Brouwer (Cuba), Manuel Enríquez (México), George Gershwin (USA), Silvius Leopold Weiss (Alemania), Johann Sebastian Bach (Alemania), Joaquín Rodrigo (España), Alfonso X (España), Joaquín Turina (España), Francisco Tárrega (España), Alfred Kalnins (Letonia), Claude Debussy (Francia), Maurice Ravel (Francia), Frank Martin (Suiza). Entre los intérpretes podemos citar a David del Pino Klinge (director peruano), Armands Abols (pianista Letón), Quartet de Bec Frullato (Barcelona), Orquesta de Cámara de Noruega, Jürg Wyttenbach (director y compositor suizo), Per Skoglund (pianista sueco).

## Premios
En 2004, SVR Producciones recibió el Premio del Consejo Chileno de la Música (CIM de UNESCO), "por producción y difusión de Música Docta Chilena"
En 2006, SVR Producciones recibió el Premio de la Crítica, "por su permanente labor de difusión de las obras de compositores e intérpretes de la música docta".
En diciembre de 2009, SVR Producciones recibe en Chile el Premio a la Música Nacional Presidente de la República, en la categoría Producción Fonográfica. Premio Presidencia 2009